# Stråsjö kapell
Stråsjö kapell är en kapellbyggnad i byn Stråsjö som ligger i Svågadalen inom Bjuråkers socken. Kapellet ägs och förvaltas av en kapellgrupp som består av bybor i Stråsjö. Dessa sköter och vårdar kapellet ideellt utan vinstsyfte. Kapellet används för olika ändamål som dop, vigsel, andakter och som pilgrimskapell för förbipasserande.

## Kapellet
Det är beläget på Kapellsvalen i Österstråsjö. Ett tidigare kapell fanns på platsen fram till 1597, enligt 1700-talsprosten Olof Broman. År 2005-2006 uppfördes nuvarande byggnad enligt medeltida förebilder och delvis med medeltida teknik och verktyg. Den 11 juli 2006 invigdes kapellet.

## Medeltida fynd
Från det ursprungliga kapellet har återfunnits en dörrkläpp, som nu förvaras på Nordiska museet, och den så kallade Stråsjötuppens original finns i Bjuråkers kyrka, en kopia finns i kapellet och är också i dag dess symbol.

## Fotnoter
1. ↑  Originalet förvaras i Bjuråkers kyrka